# Tillie Wakes Up
Tillie Wakes Up é um filme de comédia mudo produzido nos Estados Unidos e lançado em 1917.